# Charles Paron
Charles-Louis Paron ou Charles Paron, né à Etterbeek le 19 septembre 1914 et mort à Woluwe-Saint-Pierre le 5 novembre 1986,, est un écrivain belge de langue française.

## Biographie
Charles Paron est journaliste au journal communiste Le Drapeau rouge.
La plupart de ses œuvres ont pour cadre le milieu ouvrier.
Il reçoit le prix Victor-Rossel en 1968 pour Les vagues peuvent mourir.

## Œuvres
- Zdravko le cheval, Paris, Éditions Gallimard, 1944, 216 p. (BNF 41672239)
- Et puis s'en vont, Paris, Éditions Gallimard, 1945, 251 p. (BNF 32508929)
- Marche-avant, Paris, Éditions Gallimard, 1949, 271 p. (BNF 41672238)
- Cette terre !, Paris, Éditions Gallimard, 1954, 239 p. (BNF 32508928)
- Les vagues peuvent mourir, Paris, Éditions Gallimard, 1967, 269 p. (BNF 33129087)
- Les Chiens de la Senne, 1969, n.p[3].
- La Deuxième Révolution de Mao Tsé-Toung, Paris, Éditions J-B. Baillière, coll. « Témoignages », 1970, 212 p. (BNF 35225576)
- Lu Xun, le legs d’un écrivain : 1936-1986, avec Marc Vanhove, Bruxelles, Association Belgique-Chine, 1986, 80 p. (OCLC 21910500)